# Paillier-Kryptosystem
Das Paillier-Kryptosystem wurde 1999 von Pascal Paillier an der Eurocrypt vorgestellt. Es handelt sich dabei um ein asymmetrisches Kryptosystem, dessen Sicherheit darauf beruht, dass für einen zusammengesetzten Modul {\displaystyle n} nicht effizient geprüft werden kann, ob ein Element in {\displaystyle (\mathbb {Z} /n^{2}\mathbb {Z} )} eine {\displaystyle n}-te Wurzel modulo {\displaystyle n^{2}} besitzt oder nicht. Eine besondere Eigenschaft des Paillier-Kryptosystems ist, dass zwei verschlüsselte Nachrichten addiert werden können, ohne die Nachrichten vorher zu entschlüsseln.
Das Verfahren wird oft als Nachfolger des Okamoto-Uchiyama-Kryptosystems bezeichnet. Des Weiteren ist es ein Spezialfall des Damgård-Jurik-Kryptosystems.

## Verfahren
Im Folgenden werden die Schlüsselerzeugung und die Algorithmen zur Ver- und Entschlüsselung von Nachrichten beschrieben.

### Erzeugung des öffentlichen und privaten Schlüssels
Das Schlüsselpaar wird folgendermaßen generiert:
- Man generiert zwei zufällige Primzahlen {\displaystyle p,q}, sodass {\displaystyle \operatorname {ggT} (pq,(p-1)(q-1))=1} gilt. In der Praxis sollte n zumindest 1024, besser jedoch 1536 oder 2048 Binärstellen haben. Man setzt dann {\displaystyle n=pq} sowie {\displaystyle \lambda =\operatorname {kgV} (p-1,q-1)}.
- Man wählt {\displaystyle g} zufällig in {\displaystyle (\mathbb {Z} /n^{2}\mathbb {Z} )^{*}}, sodass {\displaystyle n} die Ordnung von {\displaystyle g} teilt.

Der öffentliche Schlüssel besteht aus {\displaystyle (n,g)}, der private Schlüssel aus {\displaystyle (\lambda )}.
Vereinfachung:
Die Schlüsselerzeugung kann auch folgendermaßen vereinfacht werden:
- Man wählt einen Sicherheitsparameter {\displaystyle k}, und die beiden Primzahlen {\displaystyle p,q} zufällig in {\displaystyle {\left\{1||\{0,1\}^{k-1}\right\}}}, also mit gleicher Bitlänge.
- Man definiert {\displaystyle g=n+1}, sowie {\displaystyle \lambda =(p-1)(q-1)}.

### Verschlüsseln von Nachrichten
Um eine Nachricht {\displaystyle m\in (\mathbb {Z} /n\mathbb {Z} )} zu verschlüsseln, verfährt man wie folgt:
- Zuerst wählt man ein zufälliges {\displaystyle r\in (\mathbb {Z} /n\mathbb {Z} )^{*}}.
- Die verschlüsselte Nachricht ist dann gegeben durch {\displaystyle c=g^{m}r^{n}\mod n^{2}}.

### Entschlüsseln von Nachrichten (Decodierung)
Zum Entschlüsseln definiert man zuerst die Funktion {\displaystyle L(x)={\frac {x-1}{n}}}. Für einen Schlüsseltext {\displaystyle c\in (\mathbb {Z} /n^{2}\mathbb {Z} )^{*}} verfährt man dann wie folgt:
- Man setzt {\displaystyle m={\frac {L(c^{\lambda }\mod n^{2})}{L(g^{\lambda }\mod n^{2})}}\mod n}, wobei {\displaystyle L()} die logarithmische Funktion von oben ist.

In diesem Schritt ist zu beachten, dass die Division modulo {\displaystyle n} durchgeführt werden muss, d. h., durch Multiplikation mit dem multiplikativ Inversen. Die Division in der Berechnung der logarithmischen Funktion {\displaystyle L()} wird über den ganzen Zahlen ausgeführt.
Vereinfachung:
Hat man die vereinfachte Variante der Schlüsselgenerierung gewählt, ergibt sich die Entschlüsselung zu:
- Man setzt {\displaystyle m={\frac {L(c^{\lambda }\mod n^{2})}{\lambda }}\mod n}, wobei die Division wieder modulo {\displaystyle n} zu verstehen ist.

## Sicherheit
Unter der Decisional Composite Residuosity-Annahme kann gezeigt werden, dass das Verfahren semantisch sicher gegen gewählte-Klartext Angriffe ist. Diese Annahme besagt, dass für einen zusammengesetzten Modul {\displaystyle n} nicht effizient geprüft werden kann, ob ein Element in {\displaystyle (\mathbb {Z} /n^{2}\mathbb {Z} )} eine {\displaystyle n}-te Wurzel modulo {\displaystyle n^{2}} besitzt oder nicht.

## Homomorphieeigenschaften
Das Paillier-Kryptosystem ist additiv-homomorph, wodurch durch Operationen auf Schlüsseltexte unbekannte Klartexte addiert werden können:
- Durch Multiplikation von zwei Schlüsseltexten {\displaystyle c_{1},c_{2}} werden die verschlüsselten Klartexte {\displaystyle m_{1},m_{2}} addiert:

{\displaystyle g^{m_{1}}r_{1}^{n}\cdot g^{m_{2}}r_{2}^{n}=g^{m_{1}+m_{2}}(r_{1}r_{2})^{n}=g^{m_{1}+m_{2}}r'^{n}\mod n^{2}=m_{1}+m_{2}\mod n.\,}.
Dabei sind manchmal zwei Sonderfälle von besonderem Interesse:
- Durch Multiplikation eines Schlüsseltextes {\displaystyle c} mit {\displaystyle g^{\Delta m}} kann ein beliebiger Wert {\displaystyle \Delta m} zum verschlüsselten Klartext {\displaystyle m} addiert werden:

{\displaystyle g^{m}r^{n}\cdot g^{\Delta m}=g^{m+\Delta m}r^{n}\mod n^{2}}
- Durch Multiplikation eines Schlüsseltextes {\displaystyle c} mit {\displaystyle \Delta r^{n}}, d. h. der Addition des verschlüsselten Wertes „0“, kann eine Verschlüsselung von {\displaystyle m} erneut randomisiert werden, ohne die Nachricht {\displaystyle m} zu ändern:

{\displaystyle g^{m}r^{n}\cdot \Delta r^{n}=g^{m}(r\Delta r)^{n}=g^{m}r'^{n}\mod n^{2}}
- Durch Exponentiation eines Schlüsseltexts {\displaystyle c} mit einer natürlichen Zahl {\displaystyle w} kann die verschlüsselte Nachricht {\displaystyle m} ver-w-facht werden

{\displaystyle (g^{m}r^{n})^{w}=g^{wm}(r^{w})^{n}=g^{wm}r'^{n}\mod n^{2}}.
Allerdings gibt es keine bekannte Möglichkeit, mittels Operationen auf zwei Schlüsseltexten die enthaltenen Nachrichten miteinander zu multiplizieren.

### Vorteile
Die homomorphen Eigenschaften werden u. a. im Zusammenhang mit den folgenden Anwendungen ausgenützt.
- E-Voting: Nachdem alle Wahlberechtigten ihre Stimmen (im einfachsten Fall eine 1 für ja, eine 0 für nein) verschlüsselt und an die Wahlbehörde übermittelt haben, werden alle Schlüsseltexte multipliziert; der resultierende Schlüsseltext enthält die Summe der Ja-Stimmen (in verschlüsselter Form). Durch Entschlüsseln erhält man nun das Wahlergebnis. Wichtig ist, dass die den ersten Schritt ausführende Partei keine Kenntnis des geheimen Schlüssels benötigt, wodurch keine einzelnen Stimmen entschlüsselt werden können.
- eCash
- Zero-Knowledge-Beweise im Universal Composability Modell

### Nachteile
Aufgrund der angeführten Homomorphieeigenschaften ist das Verfahren allerdings nicht IND-CCA sicher, d. h. nicht sicher unter gewählten Schlüsseltext-Angriffen. Jedes Verschlüsselungssystem, das diese Sicherheit besitzt, müsste nämlich auch nicht-verformbar sein, eine Eigenschaft, die zur Homomorphie im Widerspruch steht. In der Literatur findet man auch Transformationen, das Paillier-Kryptosystem in eine IND-CCA-sichere Variante zu transformieren. Ob diese Transformationen angebracht sind oder nicht, ist von der jeweiligen Anwendung abhängig.

## Vollständiges Beispiel
Die oben angeführten Schritte sollen hier an einem kleinen Beispiel veranschaulicht werden.

### Schlüsselerzeugung
Zunächst wählen wir den Sicherheitsparameter {\displaystyle k=10} und wählen {\displaystyle p=1.019} und {\displaystyle q=883}. Dies erlaubt uns nun, die vereinfachte Variante der Schlüsselerzeugung zu wählen. Damit erhalten wir:
{\displaystyle n=p\cdot q=899777}
{\displaystyle g=n+1=899778}
{\displaystyle \lambda =(p-1)\cdot (q-1)=897876}
Der öffentliche Schlüssel ist damit gegeben durch: {\displaystyle (n,g)=(899.777,899.778).}
Der geheime Schlüssel lautet {\displaystyle (\lambda )=(897.876)}.

### Vorarbeiten
In einem ersten Schritt muss der zu verschlüsselnde Text in Zahlen kleiner als {\displaystyle n} übersetzt werden. Wir ersetzen dazu einfach jeden Buchstaben durch seine Position im Alphabet:
```
A=01 B=02 C=03 usw. (00 = 
Leerzeichen
)
```

Wir verschlüsseln nun je drei Zeichen auf einmal, da vier aufeinanderfolgende Buchstaben unter Umständen einen zu großen Wert liefern könnten.
```
Klartext:  P  A  I  L  L  I  E  R
Kodierung: 16 01 09 12 12 09 05 18 00
```

### Verschlüsselung
Wir haben drei zu verschlüsselnde Klartexte ({\displaystyle m_{1}=160109}, {\displaystyle m_{2}=121209} und {\displaystyle m_{3}=051800}), für die wir jeweils ein {\displaystyle r_{i}\in (\mathbb {Z} /n\mathbb {Z} )^{*}} benötigen.
```
r
1
 =  12312
r
2
 = 623543
r
3
 = 215688
```

Die Verschlüsselungen {\displaystyle c_{i}} ergeben sich damit zu:
```
c
i
 = g
m
i
r
i
n
 mod n
2

c
1
 = 899778
160109
 12312
899777
 mod 809598649729 = 594091908920
c
2
 = 508000332395
c
3
 = 783129227180
```

### Entschlüsselung
Da wir zur Schlüsselgenerierung die vereinfachte Variante gewählt hatten, können wir die Nachrichten entschlüsseln durch:
```
m
i
 = L(c
i

  

    

      

        
λ

      

    

    
{\displaystyle \lambda }

  

 mod n
2
) / 

  

    

      

        
λ

      

    

    
{\displaystyle \lambda }

  

 mod n
```

Wichtig ist hier, dass die Division {\displaystyle \mod n} ausgeführt wird. Wir berechnen daher mittels des erweiterten Euklidischen Algorithmus das multiplikative Inverse von {\displaystyle \lambda } modulo {\displaystyle n} und erhalten damit {\displaystyle \lambda ^{-1}=141522\mod n}. Damit ergibt sich die Entschlüsselung zu:
```
m
1
 = L(594091908920
897876
 mod 809598649729) * 141522 mod 899777 = 160109
m
2
 = 121209
m
3
 = 051800
```

Durch Invertierung der Substitutionsvorschrift kann man diese Werte nun wieder in Buchstaben übersetzen.